# Accordo generale sulle tariffe doganali e sul commercio
L'Accordo generale sulle tariffe doganali e sul commercio (in inglese: General Agreement on Tariffs and Trade), meglio conosciuto come AGTC o GATT, è un accordo internazionale, firmato il 30 ottobre 1947 a Ginevra, in Svizzera, da 23 paesi, per stabilire le basi per un sistema multilaterale di relazioni commerciali con lo scopo di favorire la liberalizzazione del commercio mondiale.

## Storia
In realtà l'iniziativa conclusasi con l'adozione del GATT era stata presa dal Consiglio economico e sociale delle Nazioni Unite che si proponeva, inizialmente, di realizzare un progetto ben più ambizioso: l'istituzione dell'Organizzazione internazionale per il commercio (International Trade Organization o ITO) come organizzazione permanente che regolasse il commercio mondiale, da affiancare a quelle nate dalla Conferenza di Bretton Woods ovvero Banca Mondiale e Fondo Monetario Internazionale.
L'accordo relativo all'ITO fu effettivamente raggiunto nell'ambito della Conferenza sul Commercio e l'Occupazione delle Nazioni Unite, tenutasi a L'Avana (Cuba) tra il 21 novembre 1947 ed il 24 marzo 1948 e conclusasi con l'adozione dello statuto dell'ITO (noto come Carta dell'Avana), ma rimase bloccato per la mancata ratifica statunitense: nonostante l'impegno del governo, che lo inviò più volte al Congresso, l'accordo non venne infatti mai approvato poiché la maggioranza dei parlamentari temeva che l'ITO potesse interferire con la politica economica interna degli Stati Uniti. Il 6 dicembre 1950, dopo oltre due anni di tentativi, il presidente Truman annunciò che non avrebbe più chiesto l'approvazione della Carta.
A seguito della mancata istituzione dell'ITO, il GATT iniziò a funzionare, pur privo di istituzioni permanenti, anche come organizzazione: quando ci si riferisce al GATT ci si può riferire, quindi, sia all'accordo in sé e per sé, sia all'organizzazione nata per gestire e sviluppare questo accordo.
Sebbene si trattasse di un'organizzazione non riconosciuta nell'ambito del diritto internazionale - essendo i paesi partecipanti indicati ufficialmente non come "paesi membri" (di un'organizzazione), bensì come "parti contraenti" (di un accordo) - è stato comunque esclusivamente nell'ambito del GATT che, dal 1948 al 1994, si sono discusse ed adottate le norme per regolare il commercio internazionale e sono stati affrontati e disciplinati i rapporti commerciali fra Stati Uniti, Unione europea e gli altri paesi ad economia di mercato aderenti all'accordo.
Il principio sul quale è basato il GATT è quello della "nazione più favorita" (most favored nation): le condizioni applicate al paese più favorito (vale a dire quello cui vengono applicate il minor numero di restrizioni) sono applicate incondizionatamente a tutte le nazioni partecipanti. L'articolo 1 dell'accordo riguardante il Trattamento generale della nazione più favorita sancisce infatti:
"1. Tutti i vantaggi, favori, privilegi o immunità, concessi da una Parte contraente a un prodotto originario da ogni altro Paese, o a esso destinato, saranno estesi, immediatamente e senza condizioni, a tutti i prodotti congeneri, originari del territorio di ogni altra Parte contraente, o a esso destinati. [...]
Quanto ai rapporti tra GATT e Comunità Europea prima ed Unione europea poi, questi sono regolati, nel diritto comunitario, dall'articolo 113 del Trattato di Roma (come successivamente modificato dal Trattato di Maastricht) il quale attribuisce all'Unione Europea una competenza esclusiva in materia di politica commerciale:
"1. La politica commerciale comune è fondata su principi uniformi, specialmente per quanto concerne le modificazioni tariffarie, la conclusione di accordi tariffari e commerciali, l'uniformazione delle misure di liberalizzazione, la politica di esportazione, nonché le misure di difesa commerciale, tra cui quelle da adottarsi in casi di dumping e di sovvenzioni.
[...]
3. Qualora si debbano negoziare accordi con uno o più Stati o organizzazioni internazionali, la Commissione presenta raccomandazioni al Consiglio, che l'autorizza ad aprire i negoziati necessari.
Tali negoziati sono condotti dalla Commissione [...]".
ed è quindi l'Unione Europea che ha partecipato, per successione nei diritti e negli obblighi degli stati membri, ai lavori del GATT.
Il GATT è cresciuto, nel corso degli anni, attraverso otto diverse sessioni di negoziati (indicate col termine di "round") per la riduzione delle tariffe doganali nonché con l'aggiunta di accordi plurilaterali tra i paesi partecipanti.
Il GATT (come organizzazione) è stato sostituito, dal 1º gennaio 1995, dall'Organizzazione mondiale del commercio (OMC), organizzazione permanente dotata di proprie istituzioni che ha adottato i principi e gli accordi raggiunti in seno al GATT, mentre il GATT come accordo esiste ancora e, per distinguere il nuovo accordo dall'accordo originario, si parla di "GATT 1947" quando ci si riferisce all'accordo originario e di "GATT 1994" quando ci si riferisce invece all'accordo aggiornato nel 1994 a seguito dell'Uruguay Round.

## I "Round" di negoziati in seno al GATT
I paesi partecipanti al GATT hanno negoziato nel corso degli anni nuovi accordi commerciali ai quali hanno aderito, di volta in volta un numero crescente di paesi. Ogni nuovo insieme di accordi negoziali (nonché le sessioni tenutesi per il raggiungimento degli stessi) è stato denominato "round". In generale ciascuno di tali accordi ha portato i paesi membri alla riduzione delle tariffe doganali sul commercio (pur con numerose eccezioni di volta in volta previste sia per specifici prodotti che per taluni paesi).
L'elenco dei negoziati tenutisi nel corso degli anni è il seguente:
| Nome            | Sede                             | Inizio         | Durata  | Paesi | Materie trattate | Argomenti | Anni      |
| --------------- | -------------------------------- | -------------- | ------- | ----- | --- | --- | --------- |
| Geneva Round    | Ginevra                          | Aprile 1947    | 7 mesi  | 23    | Tariffe doganali | Firma ed entrata in vigore del GATT, 45.000 concessioni tariffarie che coinvolsero 10 miliardi di dollari di commercio | 1948      |
| Annecy Round    | Annecy                           | Aprile 1949    | 5 mesi  | 34    | Tariffe doganali | Riduzione delle tariffe, i paesi negoziarono circa 5.000 concessioni tariffarie. | 1949      |
| Torquay Round   | Torquay                          | Settembre 1950 | 8 mesi  | 34    | Tariffe doganali | Riduzione delle tariffe, i paesi negoziarono circa 8.700 concessioni tariffarie, riducendo i livelli tariffari del 1948 del 25%. | 1951      |
| Geneva II Round | Ginevra                          | Gennaio 1956   | 5 mesi  | 22    | Tariffe doganali, ingresso del Giappone | Riduzione delle tariffe, definizione delle future strategie del GATT verso i Paesi in via di sviluppo (partecipanti all'accordo); concessioni tariffarie del valore di 2.5 miliardi di dollari. | 1956      |
| Dillon Round    | Ginevra                          | Settembre 1960 | 11 mesi | 45    | Tariffe doganali | Concessioni tariffarie dal valore di 4.9 miliardi di dollari in commercio mondiale. | 1960-1961 |
| Kennedy Round   | Ginevra                          | Maggio 1964    | 37 mesi | 48    | Tariffe doganali, misure anti-dumping | Riduzione delle tariffe (per la prima volta si tratta di una riduzione generalizzata delle tariffe e non, come in precedenza di riduzioni per specifici prodotti) e misure anti-dumping (le misure adottate furono respinte dal Congresso degli Stati Uniti d'America)                                               | 1964-1967 |
| Tokyo Round     | Tokyo Ginevra                    | Settembre 1973 | 74 mesi | 102   | Tariffe doganali, misure non tariffarie, accordi quadro | Riduzione delle barriere non tariffarie al commercio, riduzione delle tariffe sui beni manifatturieri, miglioramento ed estensione del sistema GATT, introduzione dell'Enabling Clause (clausola di abilitazione) che rese permanente il Sistema delle preferenze generalizzate (SPG)                                | 1973-1979 |
| Uruguay Round   | Punta del Este Ginevra Marrakech | Settembre 1986 | 87 mesi | 123   | Tariffe doganali, misure non tariffarie, regole, servizi, proprietà intellettuale, risoluzione controversie, settore tessile e agricolo, creazione dell'OMC. | Creazione dell'OMC, riduzione delle tariffe, dei sussidi e delle sovvenzioni all'esportazione e delle altre distorsioni di ostacolo all'esportazione in un libero mercato, servizi, accordi per il rafforzamento della proprietà intellettuale, regolazione delle dispute internazionali, settori agricolo e tessile | 1986-1994 |
| Doha Round      | Doha                             | Novembre 2001  | ?       | 159   | Tariffe doganali, misure non tariffarie, settore agricolo, norme sul lavoro, ambiente, concorrenza, investimenti, trasparenza, brevetti.                     | Liberalizzazione del commercio globale di prodotti agricoli, beni industriali e servizi. Il Round non è stato ancora concluso, l'ultimo accordo è l'Accordo di Bali firmato il 7 dicembre 2013. | 2001-     |

### Uruguay Round
L'ultimo e più importante di tali negoziati, l'Uruguay Round (il nome di tale "round" deriva dal fatto che i negoziati iniziarono, il 20 settembre 1986, a Punta del Este in Uruguay) è stato una vera e propria maratona di trattative che ha coinvolto 123 paesi ed è durata sette anni e mezzo (tra il 1986 ed il 1994), terminando con la firma degli accordi di Marrakech, il 15 aprile 1994, con la creazione dell'OMC e la ratifica di tre accordi principali:
- GATT (General Agreement on Tariffs and Trade): Accordo generale sulle tariffe doganali ed il commercio
- GATS (General Agreement on Trade in Services): Accordo generale sul commercio dei servizi
- TRIPS (Trade-Related Aspects of Intellectual Property Rights): Aspetti commerciali dei diritti di proprietà intellettuale

Tali accordi contengono le definizioni e i principi generali, rispettivamente, nei campi del commercio e delle tariffe (sui prodotti), dei servizi e della proprietà intellettuale (brevetti, marchi, copyright ed invenzioni industriali).
A seguito dei negoziati sono poi stati ratificati, tra i paesi partecipanti, diversi altri accordi (una cinquantina) legati a settori specifici e sono stati stabiliti gli impegni dei singoli paesi per permettere ai prodotti stranieri di accedere ai rispettivi mercati: nell'ambito del GATT si tratta di impegni vincolanti (binding commitments) sulle tariffe doganali delle merci, per i prodotti agricoli gli accordi hanno riguardato le limitazioni relative ai prezzi ed alle quote di importazione, mentre nell'ambito del GATS, gli impegni riguardano una lista di eccezioni, cioè di servizi per i quali i paesi dichiarano di non applicare il principio di non discriminazione della "nazione più favorita".
Mentre nell'ambito dell'accordo GATT del 1947 era contemplata l'esistenza di un complesso sistema di quote di import-export e di sussidi, con la nascita dell'OMC e l'entrata in vigore della nuova serie di accordi tali "distorsioni" al libero mercato sono state eliminate: la nuova normativa introdotta con l'Uruguay Round impone, infatti, come unica limitazione possibile quella tariffaria, nonché la graduale riduzione di tutti i sussidi alla produzione interna ed all'esportazione.
Riguardo ai brevetti sono stati approvati, in particolare, due articoli, rispettivamente relativi all'importazione forzata ed alla registrazione parallela che affermano il diritto dei paesi privi di copertura finanziaria ad autorizzare l'importazione senza il pagamento di copyright o, in caso di rifiuto dei detentori del brevetto, a produrre in deroga (senza il pagamento di royalty) i prodotti o servizi ritenuti necessari: tale secondo articolo è stato invocato per la produzione di farmaci costosi e coperti da brevetto (soprattutto vaccini) che non erano nelle possibilità economiche di alcuni paesi. L'importazione parallela ha l'effetto di livellare al ribasso i prezzi dei farmaci fra i Paesi interessati, come è tipico del libero commercio internazionale in genere.
Simili clausole esistono anche nel mercato unico europeo del farmaco ad uso umano e veterinario (cfr. il Decreto Ministeriale del 29 agosto 1997 e la Comunicazione della Commissione COM 2003/839).

## Elenco dei paesiprimi firmataridel GATT
- Australia
- Belgio
- Birmania
- Brasile
- Canada
- Cecoslovacchia
- Ceylon
- Cile

- Cina
- Cuba
- Francia
- India
- Italia
- Libano
- Lussemburgo
- Norvegia

- Nuova Zelanda
- Paesi Bassi
- Pakistan
- Regno Unito
- Rhodesia Meridionale
- Siria
- Stati Uniti
- Sudafrica